# Réseau universitaire international de Genève
Le Réseau universitaire international de Genève, ou RUIG, est un réseau international de recherche, créé par l'Université de Genève, l'Institut universitaire de hautes études internationales (IUHEI) et l'Institut universitaire d’études du développement (IUED). La fondation a été dissoute au 31 décembre 2007 et remplacée par le Réseau suisse pour les études internationales (SNIS/RéSEI).

## Composition et mission
En plus des entités fondatrices, plusieurs organisations internationales, notamment l'Office des Nations unies à Genève et le Comité international de la Croix-Rouge, ont également participé de manière significative à la constitution du réseau. Le RUIG bénéficie de la collaboration et de l'appui financier de la Confédération suisse (Département fédéral de l'intérieur) et de la République et Canton de Genève (Département de l'instruction publique).
La mission du RUIG consiste principalement à faire interagir institutions académiques et organisations internationales - gouvernementales ou non-gouvernementales - en vue de promouvoir le rôle de la Genève internationale et de la Suisse au service de la paix et de la justice. Une des spécificités du RUIG est d'encourager des programmes de recherche et de formation orientés vers l'action, en privilégiant les thèmes suivants: le développement durable, les relations sociales équitables, la mondialisation et le commerce international, le dialogue et les rapports interculturels, le droit humanitaire et les droits de l'homme.
Le RUIG soutient financièrement des projets entrepris par des équipes pluridisciplinaires, constituées de représentants provenant du monde académique et des organisations internationales.

## Organisation
Le RUIG est une fondation, dirigée par un conseil de fondation qui rassemble en son sein des personnalités nommées par les différents partenaires ainsi que des représentants d'organisations internationales, d'autres institutions académiques et du secteur privé. Le conseil de fondation agit notamment au travers de deux organes, le bureau et le comité scientifique. Le secrétariat exécutif assure la gestion courante de la Fondation de même que la coordination entre les différents partenaires.
Les projets à soutenir sont sélectionnés sur la base d’un appel d’offres annuel. Si le montant des fonds à disposition est modeste, le réseau agit aussi par des synergies avec la Genève internationale dans le domaine de l'humanitaire.
La cérémonie de clôture du RUIG qui passe le relai au Réseau universitaire international de Genève est l'occasion d'établir le bilan positif d'une démarche qui associe la recherche scientifique et l'expérience de terrain.